# Caladan
Caladan è un pianeta immaginario presente nei libri del Ciclo di Dune dello scrittore Frank Herbert.
Si tratta del terzo pianeta del sistema di Delta Pavonis, dove ebbe origine la Casa Atreides. Venti furono le generazioni degli Atreides che lo dominarono e lo stesso Paul Atreides vi nacque. In seguito essi si mossero su Arrakis mentre Caladan divenne un luogo di ritiro per Lady Jessica e Gurney Halleck (da allora viene semplicemente conosciuto come Dan).

## Caratteristiche
La superficie del pianeta è quasi interamente coperta d'acqua e il clima è caratterizzato da abbondanti precipitazioni e forti venti. La terra abitabile è caratterizzata da praterie, paludi e dense foreste. Le principali risorse di Caladan consistono nell'agricoltura e nelle biomasse: il vino locale, il riso Pundi e il pesce sono i principali prodotti d'esportazione e le fonti tradizionali di sostentamento per gli abitanti. Importante anche il bestiame, principalmente bovini.
Caladan possiede una potente forza di difesa militare basata sulla superiorità navale ed aerea, nonché sulla assoluta lealtà della popolazione alla casa Atreides. Caladan è per tale motivo considerato inespugnabile.

## Influenza culturale
A Caladan è intitolata la Caladan Planitia su Titano.